# كتشوسنغ (همبرات)
کتشوسنغ (بالفارسية: کچوسنگ) هي قرية تقع في إيران في قسم همبرات الريفي. يقدر عدد سكانها بـ 91 نسمة بحسب إحصاء 2016.